# Hunter College
Le Hunter College (officiellement Hunter College of the City University of New York) est l'un des établissements de l'université américaine publique City University of New York (CUNY). Il se situe dans le quartier de l'Upper East Side à New York.
Fondé en 1870, le Hunter College était d'abord un établissement réservé aux femmes ; il est devenu mixte en 1946. Le Hunter College est le seul établissement d'enseignement supérieur américain à compter parmi ses anciennes étudiantes deux lauréates du prix Nobel en médecine (Gertrude B. Elion et Rosalyn Sussman Yalow)  . Il accueille plus de 23 000 étudiants.

## Histoire
En 1914, le Normal College est renommé Hunter College en l’honneur de son premier président, Thomas Hunter. En même temps, l’université vivait une période de grande expansion, car l’inscription d’un nombre croissant d’étudiants nécessitait plus de l’espace. L’université a réagi en établissant des succursales à Brooklyn, dans le Queens, et à Staten Island. D’ici 1920, Hunter College avait la plus grande inscription de femmes de toutes des universités financées par une municipalité dans les États-Unis. En 1930, le campus d’Hunter à Brooklyn a rejoint le campus à Brooklyn de City College, et le deux ont formé Brooklyn College.
Le Hunter College a ses origines au XIXe siècle, pendant le mouvement pour la formation scolaire normale autour des États-Unis. Hunter descend de « Female Normal » et de l'école secondaire (plus tard renommée « Normal College » de la ville de New York), établie à New York en 1870. Fondée par l'immigrant irlandais Thomas Hunter, qui a été président de l'école pendant 37 ans, le Hunter College était à l'origine une école de femmes pour la formation des enseignantes. L'école a été installée dans un magasin d'armes et de selles située sur Broadway et la 4e rue est à Manhattan. L'école a été ouverte à toutes les femmes qualifiées, sans distinction de race, de religion ou d'origine ethnique. À ce moment-là, la plupart des établissements d'enseignement supérieur pour femmes avaient des critères d'admission ethno-religieux ou raciaux.

Créé par l'Assemblée législative de l'État de New York, le Hunter College était vue comme la seule institution approuvée pour ceux qui cherchaient à enseigner dans la ville de New York. L'école a intégré une école primaire et secondaire pour les enfants doués, où les étudiantes s’exerçaient à l'enseignement. En 1887, une école maternelle a été créée. (Aujourd'hui, l'école élémentaire et l'école secondaire existent à un endroit différent, et s'appellent "Hunter College Campus Schools".

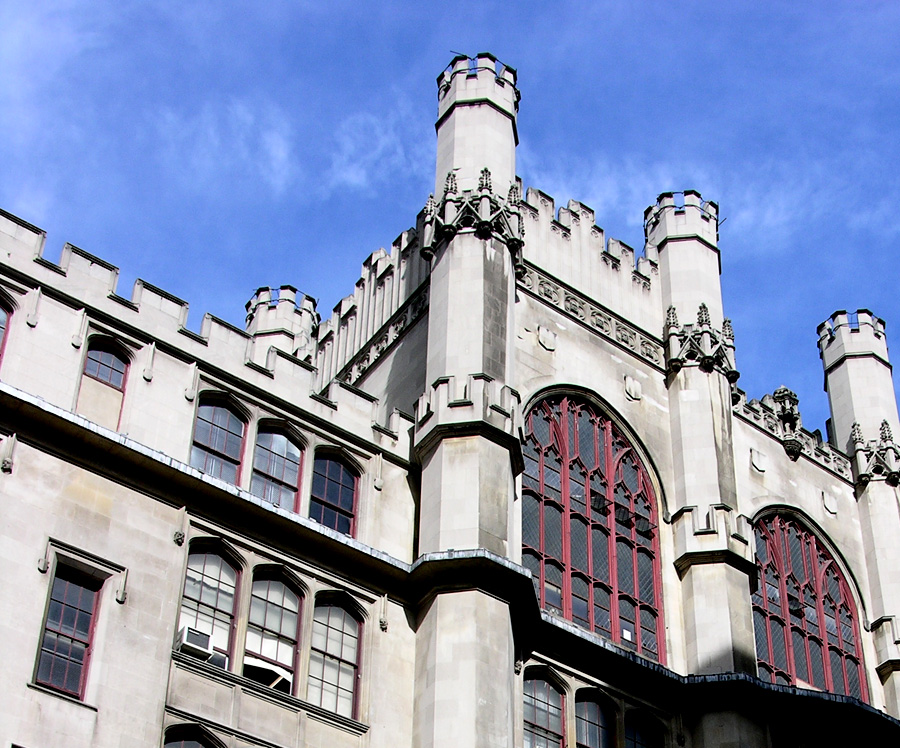

Entre 1938 et 1939, le jardin à Park Avenue a été abandonné pour la construction de l’immeuble nord. L’expansion a aussi détruit une grande portion de l’immeuble original néogothique. Seule l’arrière de la portion donnant sur Lexington Avenue entre les 68e et 69e rues reste de l’immeuble originel.
La fin de la décennie 1930 a vu la construction de Hunter College dans le Bronx (connu ultérieurement sous le nom du campus du Bronx). Pendant la Seconde Guerre mondiale, Hunter a loué les immeubles du campus du Bronx à la United States Navy (US Navy), qui a utilisé les établissements pour former 95.000 volontaires féminins pour le service militaire comme WAVES et SPARS Quand l’US Navy a quitté le campus, le site a été brièvement occupé par l’Organisation de Nations unies, qui a organisé ses premières séances du Conseil de sécurité au campus du Bronx en 1946, donnant à l’école un profil international.
En 1943, Eleanor Roosevelt a dédié une maison de ville (l’est de la 65e rue à Manhattan) à l’université. Elle a été la maison du futur président, Franklin D. Roosevelt et de la Première dame. Aujourd’hui, il est connu sous le nom de The Roosevelt House of Public Policy, et a ouvert en automne 2010 comme centre scolaire recevant des intervenants célèbres.

## Les campus

### Le campus principal
Le Hunter College est connu pour son campus principal à la 68e Rue Est et Lexington Avenue, un complexe moderne qui se compose de trois tours —les immeubles Est, Ouest, et Nord— et le Hall Thomas Hunter, où les trois sont reliés par des passerelles. L'adresse officielle de l'université est 695 Park Avenue, New York, NY, 10065. Précédemment, il avait le code postal 10021, mais le code a changé le 7 juillet 2007 conformément au programme qui a divisé le code postal 10021. L'université garde une adresse à Park Avenue grâce à l'immeuble Nord, qui s'étend de la 68e Rue Est à la 69e Rue Est sur Park Avenue.
Le campus principal est situé à quelques minutes à pied de Central Park, comme beaucoup d'autres institutions culturelles plus prestigieuses de New York, teles que le Metropolitan Museum of Art, L’Asia Society Museum, et un musée d'art qui s'appelle « The Frick Collection ». La station de Métro de New York qui s'appelle 68th Street—Hunter College (desservi par les lignes de métro 6 et <6>) sur la voie IRT de Lexington Avenue se situe directement sous le campus, et dessert tout le campus. À côté de l'entrée du métro et devant l'Immeuble Ouest, il y a une sculpture emblématique qui s'appelle « Tau, ». Celle-ci a été créée par un artiste respecté et un professeur au Hunter College, Tony Smith.
Le campus principal abrite l’École des Arts et des Sciences, et l’École d'Éducation. Il a de nombreux établissements qui servent non seulement Hunter, mais aussi la communauté environnante. La Salle D’Assemblée, qui peut accueillir plus de 2.000 personnes, est un site de représentation considérable ; Le Théâtre Sylvia et Danny Kaye, un théâtre proscenium qui peut accueillir 675 personnes, accueille plus de 100.000 visiteurs par an plus de 200 représentations chaque saison. La Salle de Concert Ida K. Lang a un espace tout équipé qui peut accueillir 148 personnes. Le Théâtre Frederick Loewe, qui fait 50 x 54 pieds (15,2 m x 16,5 m) d’espace de représentation en boîte noire, accueille la plupart des représentations départementales. La Galerie d’Art Bertha and Karl Leubsdorf accueille des expositions d'œuvres d'art professionnelles.
Les étudiants ont accès à des établissements d'apprentissage spécialisé, comme le Centre d’Apprentissage des Mathématiques Dolciani, Le Centre de la Langue de Leona et Marcy Chanin, et le Centre des Sciences Physiques. Institution de recherche respectée, Hunter a de nombreux laboratoires de recherches de sciences naturelles et de sciences biomédicales. Ces laboratoires subviennent aux besoins de post-docs, des doctorants de l’École Doctorale de CUNY (Graduate Center), et des étudiants de premier cycle qui font de la recherche.
Les sports universitaires et les programmes récréatifs se trouvent au Complexe Sportif de Hunter College, situé en bas de l'immeuble Ouest.

## Organisation académique

### Profil
Hunter College: Profil Le Hunter College, une université complètement accréditée, est organisée en quatre écoles: l'École des Arts et des Sciences, l'École d'Éducation, l'École des Professions de la Santé et L'École du Travail Social. Le Collège est très sélectif, avec un taux d'acceptation à l’admission de 25,1 %. Les étudiants de Hunter ont le choix entre 70 programmes éminents. Ils peuvent étudier dans les domaines des beaux-arts, des sciences humaines, des arts du langage, des sciences, des sciences sociales, des arts appliqués et des sciences, ainsi que dans les domaines professionnels de la comptabilité, de l'éducation, des sciences de la santé et des soins infirmiers. Indépendamment de leur concentration, tous les étudiants de Hunter sont encouragés à étudier les arts libéraux; Hunter a été l’une des premières universités du pays à faire passer un programme de 12 crédits pour des cours sur le pluralisme et la diversité.
Le Hunter College a 673 professeurs à temps plein, 886 à temps partiel, et 20844 étudiants - 15718 étudiants de premier cycle, et 5126 étudiants en master. Plus de 50 % des élèves de Hunter appartiennent à des groupes ethniques minoritaires. La classe de 2011 représentait 60 pays, et parlait 59 langues différentes. 71 % de ces étudiants sont nés en dehors des États-Unis, ou ont au moins un parent né à l'étranger. En 2012, 75 % des étudiants du Hunter ont obtenu plus de 1090 au SAT, et 25 % ont reçu un score supérieur à 1280 et un GPA entre 25 % et 75 % entre 85 % et 92 %, ce qui signifie que 75 % des étudiants avaient un GPA moyen supérieur à 85 %, et 25 % avaient un GPA supérieur à 92 %.
Le Hunter College est aussi connu comme l'une des écoles les plus abordables de la région de Manhattan: elle fournit une éducation à petit prix, mais de haute qualité. En 2006, le Hunter College a été sur la liste de Barron «Best Buys in College Education», qui décrivait le Hunter College comme « dynamique, avec une énergie qui anime tout le campus ». Il était la seule université de CUNY à recevoir cette reconnaissance. Les étudiants du Hunter obtiennent leur diplôme de l'université avec l’un des taux d'endettement les plus bas du pays, et sont souvent les récipiendaires de prix prestigieux et de récompenses, y compris les bourse d'études Fulbright et Mellon. En plus, ils sont régulièrement acceptés dans les programmes d'études supérieures aux universités les plus prestigieuses du pays. Le programme d'écriture créative de Hunter a été classé 26e du pays.

### Programmes
Le Hunter College offre plusieurs programmes pour des étudiants qui obtiennent ses diplômes avec mention, y compris le « Honors College » Macaulay et le « Honors Program » Thomas Hunter. Le Honors College Macaulay, un programme pour tous les établissements de CUNY, soutient les étudiants surdoués pendant leur premier cycle universitaire. Les boursiers de Honors College de Macaulay bénéficient d'une bourse d'études complète (équivalant à la valeur des frais de scolarité pour les résidents de New York seulement, ce qui la restreint de facto aux personnes résidant à New York), d'un conseiller personnalisé, d'inscription en avance, d'accès à des internats, et d'occasions pour étudier à l'étranger. Tous les boursiers à Hunter ont le choix de vivre soit dans une résidence universitaire gratuite au Campus de Brookdale pendant deux ans, soit à des allocations annuelles.
Le Honors Program Thomas Hunter offre des colloques interdisciplinaires à thèmes et des spécialisations scolaire conçues pour les intérêts de chaque étudiant. Le programme est ouvert aux étudiants exceptionnels qui sont en premier cycle universitaire. C’est possible de le combiner, ou de le remplacer, avec un majeure/mineure départementale.
Le Hunter College offre d'autres programmes, y compris les formations sélectives telles que « Honors Research » et « Departmental Honors », le programme Muse Scholar, le programme Jenny Hunter, le programme Athena, et le programme Yallow.
En plus de ces programmes, il y a plusieurs sociétés honorifiques à Hunter, y compris la Phi Beta Kappa (PBK). Un petit pourcentage d'étudiants sont invités à joindre la section Nu de PBK (établie à Hunter en 1920). Moins de 10 % des universités d'arts libéraux aux États-Unis ont le droit à une section PBK.

## Personnalités en lien avec le collège

### Étudiants
- Patricia Bath (1942-2019), chirurgienne en ophtalmologie créatrice du procédé d'opération de la cataracte par rayon laser,
- Margaret Deland (1857-1945), romancière et poète américaine
- Margarita Ucelay (1916-2014), universitaire espagnole, spécialiste de l'œuvre de Federico García Lorca
- Gertrude B. Elion (1918-1999), pharmacologue et biochimiste américaine, lauréate du prix Nobel de physiologie ou médecine en 1988
- Josephine English (1920-2011), gynécologue américaine.
- Geraldine Ferraro (1935-2011), femme politique américaine
- Jewelle Gomez, (1948-), écrivaine, poète, critique et dramaturge afro-américaine
- Roya Hakakian (1966-), journaliste et poétesse irano-américaine.
- Florence Howe (1929-2020), féministe américaine.
- Arcadia Olenska-Petryshyn (1934-1996), peintre, critique d'art et rédactrice artistique américaine d'origine ukrainienne.
- Lillian Ross (1918-2017), journaliste américaine
- Sonia Sanchez (1934-), poète américaine
- Sonia Sheridan (1925-2021), artiste américaine, pionnière de l'art numérique
- Anita Summers (1925-2023), économiste américaine. Elle est l'épouse de Robert Summers, économiste, la sœur de Kenneth J. Arrow, prix Nobel de sciences économiques en 1972, la belle-sœur de Paul A. Samuelson, prix Nobel de sciences économiques en 1970, la mère de Lawrence Summers, président de l'université Harvard entre 2001 et 2006 et secrétaire au Trésor entre 1999 et 2001 dans l'administration du président Bill Clinton.
- Jean Sindab (1944-1996), militante afro-américaine connue pour son engagement contre le racisme et le régime de l'Apartheid en Afrique du Sud, ainsi que pour sa défense de l'environnement.
- Rosalyn Yalow (1921-2011), chercheuse en physique médicale, lauréate du prix Nobel de physiologie ou médecine en 1977[22].